# Карклит, Александр Карлович
Александр Карлович Карклит — советский учёный, доктор технических наук, профессор, .

## Биография
Родился в 1910 году в деревне Васильевка. Член КПСС с 1939 года.
С 1931 года — на хозяйственной, общественной и политической работе.
Участник Великой Отечественной войны: помощник начальника артиллерийского снабжения по вооружению 8-й гвардейской стрелковой дивизии
В 1931—1991 гг. — препаратор, научный сотрудник, доцент, заместитель директора, директор, профессор Всесоюзного института огнеупоров.
За создание и внедрение комплекса технологии, специального разливочного оборудования и огнеупоров для массового производства качественного металла в сталеплавильных цехах с агрегатами большой единичной мощности был в составе коллектива удостоен Государственной премии СССР в области науки и техники 1978 года.
Умер в 2004 году в Санкт-Петербурге.

## Сочинения
- Карклит, Александр Карлович. Огнеупоры из высокоглиноземистого сырья [Текст] / А. К. Карклит, Л. А. Тихонова. — Москва : Металлургия, 1974. — 151 с.
- Огнеупорные изделия, материалы и сырье: справочник / А. К. Карклит, Г. М. Каторгин, А. С. Норкина и др.; под науч. ред. А. К. Карклита. — 4-е изд., перераб. и доп. — М.: Металлургия, 1991. — 416 с.: ил. — ISBN 5-229-00479-7
- Карклит, Александр Карлович. Огнеупоры из высокоглиноземистого сырья / А. К. Карклит, Л. А. Тихонова. — Москва : Металлургия, 1974. — 150, [2] с. : ил.